# Ireneusz Jagodziński
Ireneusz Jagodziński (ur. 21 stycznia 1956, zm. 8 listopada 2012) – polski strzelec sportowy, mistrz Europy (1977), medalista zawodów Przyjaźń-84.

## Życiorys
Od 1970 był zawodnikiem Gwardii Zielona Góra.
W 1975 został złotym medalistą mistrzostw Europy juniorów w konkurencji karabin pneumatyczny 40 strzałów drużynowo (z Krzysztofem Stefaniakiem i Lucjanem Prackim), a indywidualnie wywalczył w tej konkurencji brązowy medal. W tym samym roku zdobył także złoty medal mistrzostw Europy juniorów w konkurencji karabin standard 60 strzałów leżąc (z Ryszardem Milczarkiem i Wiesławem Andrukiem), a indywidualnie zajął w tej konkurencji 2. miejsce. W 1976 został wicemistrzem Europy juniorów w konkurencji karabin standard 60 strzałów leżąc (z Wiesławem Andrukiem i Krzysztofem Stefaniakiem). W 1977 został mistrzem Europy seniorów w konkurencji karabin pneumatyczny 40 strzałów drużynowo (z Edwardem Trajdą, Andrzejem Trajdą i Romualdem Siemionowem). W 1984 roku wystąpił w zawodach Przyjaźń-84, zdobywając srebrny medal w konkurencji karabinek małokalibrowy – 3 postawy, a w strzelaniu z karabinka pneumatycznego zajmując 7. miejsce. W zawodach Pucharu Świata dwukrotnie zajmował 2. miejsce (w 1986 w Bukareszcie w konkurencji karabinek pneumatyczny 10 metrów oraz w 1987 w Suhl w konkurencji karabinek małokalibrowy leżąc) i dwukrotnie 3. miejsce (w 1986 w Monachium w konkurencji karabinek małokalibrowy leżąc i w tym samym roku w Bukareszcie w konkurencji karabinek małokalibrowy – 3 postawy, Ponadto na mistrzostwach Europy w 1987 zajął 4. miejsce w konkurencji karabinek małokalibrowy klęcząc.
Był także trenerem strzelectwa w Gwardii oraz sędzią strzeleckim.
Od 2013 rozgrywany jest w Zielonej Górze strzelecki Memoriał Ireneusza Jagodzińskiego.